# Péter Szőke
Péter Szőke (* 8. August 1947 in Jánossomorja; † 28. Juli 2022 in Dinslaken) war ein ungarischer Tennisspieler.

## Karriere
Im Alter von 10 Jahren begann Péter Szőke mit dem Tennissport.
Bereits vor Beginn der Open Era spielte Szőke internationale Turniere. So kam er in Salzburg 1965 ins Halbfinale, wo er gegen den Deutschen Uwe Gottschalk verlor. 1971 feierte er seine größten Erfolge im Einzel, als er in Hamburg und München seine beiden einzigen Finalrunden auf der ATP Tour erreichte. In beiden Finals musste sich jeweils einem Spanier geschlagen geben, in Hamburg Andrés Gimeno und in München Juan Gisbert. Im Jahr 1975 erreichte er m algerischen Algiers ins Halbfinale, welches er gegen den Schweden Birger Andersson verlor. Nach 1976 spielte er nur noch wenige hochklassige Einzelkonkurrenzen.
Im Doppel stellte sich 1972 ein erster größerer Erfolg ein, als er an der Seite von seinem Landsmann Szabolcz Baranyi beim Turnier in Monte Carlo ins Halbfinale kam. Im Folgejahr erreichten die beiden in Calgary ein Finale, das sie verloren. Später erreichte Szőke mit Balázs Taróczy zwei weitere Finalrunden in Florenz und Båstad, wo sie beide Male eine Niederlage hinnehmen mussten. Nach 1980 trat er nicht mehr in der ATP World Tour an.
Zwischen 1967 und 1983 trat Szőke in 27 Begegnungen der ungarischen Davis-Cup-Mannschaft an. Er gewann 26 seiner 47 Partien. Unter seiner Beteiligung erreichte das Team fünfmal das Finale der kontinentalen Gruppe, wo sie aber immer gegen den jeweiligen Gegner unterlagen.
Nach seiner aktiven Karriere war Szőke Vereinstrainer in einem Tennisverein in Dinslaken. In dem Verein engagierte er sich von 1983 bis zu seinem Ableben kurz vor seinem 75. Geburtstag. Außerdem betrieb er eine Tennisschule, die von seinen Söhnen weiter geführt wurde.

## Erfolge

### Einzel

#### Finalteilnahmen
| Nr. | Datum         | Turnier | Belag | Finalgegner   | Ergebnis      |
| --- | ------------- | ------- | ----- | ------------- | ------------- |
| 1.  | 23. Mai 1971  | Hamburg | Sand  | Andrés Gimeno | 3:6, 2:6, 2:6 |
| 2.  | 11. Juli 1971 | München | Sand  | Juan Gisbert  | 2:6, 4:6, 4:6 |

### Doppel

#### Finalteilnahmen
| Nr. | Datum            | Turnier | Belag         | Partner          | Finalgegner                   | Ergebnis      |
| --- | ---------------- | ------- | ------------- | ---------------- | ----------------------------- | ------------- |
| 1.  | 17. Februar 1973 | Calgary | Hartplatz (i) | Szabolcz Baranyi | Mike Estep Ilie Năstase       | 7:6, 5:7, 3:6 |
| 2.  | 2. März 1976     | Florenz | Sand          | Balázs Taróczy   | Colin Dibley Carlos Kirmayr   | 7:5, 5:7, 5:7 |
| 3.  | 23. Juli 1978    | Båstad  | Sand          | Balázs Taróczy   | Bob Carmichael Mark Edmondson | 5:7, 4:6      |